# Antoine Geoffroy-Dechaume
Antoine Geoffroy-Dechaume (Paris, 7 octobre 1905 - Paris, 14 avril 2000) est un musicologue, claveciniste, organiste et compositeur français.

## Biographie
Fils de Charles Geoffroy-Dechaume (1877-1944), peintre amateur de musique, il entre au Conservatoire national supérieur de musique de Paris en 1923, y étudie l'orgue (auprès d'Eugène Gigout) et la composition.
Arnold Dolmetsch, ami de la famille, lui fait connaître la musique ancienne, du XVIe au XVIIIe siècle : il deviendra un des acteurs importants de sa redécouverte au XXe siècle par l'étude des sources anciennes et la diffusion d'ouvrages spécialisés, souvent à contre-courant des théories et pratiques en cours.
Au cours de la Seconde Guerre mondiale, résistant, il est arrêté et interné pendant deux ans au camp de Buchenwald.
Il fait partie du Cercle musical de Trie créé en 1963 par Michael Gibson au château de Trie à Trie-la-Ville dans l'Oise, où il habite avec sa famille, ainsi que le facteur de clavecins Anthony Sidey.
Outre ses activités d'organiste et de claveciniste, il enseigne au Collège de Normandie, à la Schola Cantorum, au conservatoire de Poitiers et à Cambridge. Parmi ses élèves figurent notamment Huguette Grémy-Chauliac et le baryton-basse Jérôme Corréas.

## Discographie sélective
- Marc-Antoine Charpentier : Messe de minuit H 9, Claudine Collart, Jeanne Fort, sopranos, Marie-Thérèse Cahn, contralto, Gérard Friedmann, ténor, Georges Abdoun, basse, Antoine Geoffroy-Dechaume, orgue, Ensemble Vocal de Paris, Orchestre de la Société de Musique de Chambre de Paris, dir. André Jouve. LP Ducretet-Thomson 1953 (Grand Prix du disque Charles Cros 1954) report CD Emi classics "Le Baroque avant le Baroque" 2006.
- Louis Couperin, Jacques Champion de Chambonnières. Antoine Geoffroy de Chaume, clavecin. LP Pathé Marconi 1967. Grand Prix du disque 1967
- Jean-Féry Rebel : 6 sonates, Antoine Geoffroy de Chaume, clavecin, Jean Lamy, viole de gambe, Robert Bloch et Stanley Wiener, violon. LP Les Discophiles Français 1963
- François Couperin : Les Nations, Antoine Geoffroy de Chaume, clavecin, Antica Musica Chambre Orchestra, dir. Jacques Roussel. 2 LP EMI 1966
- Jean-Marie Leclair : Quatre sonates pour violon et basse continue,Antoine Geoffroy de Chaume, clavecin, Stanley Wiener, violon, Hans Kneihs, violoncelle. LP Alpha 1966
- Jean-Ferry Rebel : Les Éléments, François Duval, Charles Dieupart, Élisabeth Jacquet de la Guerre, sonates, Orchestre lyrique de l'O.R.T.F. dir André Jouve, Pierre Séchet, flûte, Frantisek Jaros, violon, Jean Lamy, basse de viole, Antoine Geoffroy de Chaume, clavecin. LP Inédits O.R.T.F. 1974.
- Musiciens du "Grand Siècle", Antoine Geoffroy de Chaume, clavecin. LP Sel/Levain 1983

## Ouvrages
- Les Secrets de la musique ancienne, recherches sur l'interprétation, éditions Fasquelle 1964  (ISBN 2-246-00446-2)
- Le Langage du clavecin, éditions Van de Velde 1986,  (ISBN 2-85868-127-9)